# Tiusz (Kraj Permski)
Tiusz (ros. Тюш) – osiedle w Rosji, w Kraju Permskim, w rejonie oktiabrskim. W 2010 liczyło 1160 mieszkańców.